# V/H/S/8
Pour les articles homonymes, voir VHS et 8.
 (mars 2025).
Si vous disposez d'ouvrages ou d'articles de référence ou si vous connaissez des sites web de qualité traitant du thème abordé ici, merci de compléter l'article en donnant les références utiles à sa vérifiabilité et en les liant à la section « Notes et références ».
Série
V/H/S/Beyond
(2024)
Pour plus de détails, voir Fiche technique et Distribution.
V/H/S/8 est un film à sketches horrifique found footage américain et et dont la sorti est prévue en 2025. Il s'agit du 8e volet de la franchise V/H/S (en).

## Fiche technique
Sauf indication contraire, les informations mentionnées dans cette section peuvent être confirmées par la base de données cinématographiques IMDb,  présente dans la section « Liens externes ».
- Titre original : V/H/S/8
- Autre titre : V/H/S/Halloween
- Réalisation :
- Scénario :
- Musique :
- Photographie :
- Montage :
- Production :
- Sociétés de production : Shudder Original Films, Bloody Disgusting, Cinepocalypse et Studio
- Société de distribution : Shudder (États-Unis, VàD), WTFilms (monde)
- Pays de production :  États-Unis
- Langue originale : anglais
- Genres : horreur, found footage, anthologie
- Dates de sortie :
  - États-Unis : 3 octobre 2025[1]